# Synagoge Müntz
Die Synagoge Müntz stand in der Hauptstraße 59 (heute Raiffeisenstraße 23) im  Titzer Ortsteil Müntz im Kreis Düren in Nordrhein-Westfalen.
In Müntz lebten 1844 insgesamt 60 und 1857 dann 48 Juden, was 1857 einem Bevölkerungsanteil von 12 % entsprach. Das Dorf wurde deshalb auch als Jüdde-Müntz bezeichnet.
Ab 1848 gehörte die jüdische Synagogengemeinde Müntz als Filialgemeinde zum Synagogenbezirk Jülich.

## Synagoge
Auf einem von Rebecca Jandorff (1808–1887) geschenkten Grundstück wurde 1845/46 die Synagoge erbaut. Da die Zahl der Juden ab 1860 rapide sank, wurde die Synagoge aufgrund der religionsgesetzlich vorgeschriebenen Teilnehmerzahl (Minjan) nicht mehr genutzt. 1872 lebten noch 28, 1895 dann 17, 1911 noch 14 und 1933 nur noch vier jüdische Personen im Ort.
Ein genaues Datum für die Beendigung der Nutzung für Gottesdienste ist nicht mehr feststellbar. Es muss aber nach 1925 gewesen sein.
Die Synagoge war ein Backsteinbau mit Satteldach auf einem quadratischen Grundriss. Die Fläche betrug 68 m². Die Fassade war streng symmetrisch gegliedert. An beiden Traufseiten befanden sich zwei hohe Rundbogenfenster. Der Baustil zeigte Formen der ersten Hälfte des 19. Jahrhunderts.
In der Reichspogromnacht zum 10. November 1938 wurde die Synagoge geplündert und der Innenraum zerstört, das Gebäude wurde aber nicht in Brand gesteckt. 1939 wurden darin polnische Kriegsgefangene untergebracht und für 1940 plante die Nationalsozialistische Volkswohlfahrt einen Kindergarten. Die Gemeinde Müntz hatte am 17. Oktober 1940 vom Synagogenbezirk Jülich Synagoge und Grundstück für 800 Reichsmark gekauft. Am Ende des Zweiten Weltkrieges wurde die Synagoge wie andere Häuser im Dorf durch Kriegseinwirkungen der Rurfront teilweise beschädigt, die Außenmauern waren aber noch vorhanden.
1954 zahlte die Gemeinde in einem Verfahren vor der Wiedergutmachungskammer des Landgerichts Aachen zusätzlich 1000 Deutsche Mark für den Besitz. Sie verkaufte diesen nun an den damaligen Pächter, der die Synagoge 1956 abreißen ließ. Jahrzehntelang waren nur noch die Grundmauern vorhanden. Um das Jahr 2000 erfolgte eine Neubebauung des Grundstücks mit einem Wohnhaus.